# Parapoecilophila kraatzi
Parapoecilophila kraatzi är en skalbaggsart som beskrevs av Hauser 1904. Parapoecilophila kraatzi ingår i släktet Parapoecilophila och familjen Cetoniidae. Inga underarter finns listade i Catalogue of Life.